# Jules Méline

Jules Méline

Félix Jules Méline (Remiremont, 20 mei 1838 - Parijs, 21 december 1925) was een Frans centrumrechts politicus.

## Biografie
Jules Méline werd op 20 mei 1838 geboren in Remiremont, departement Vosges. Tijdens het Tweede Franse Keizerrijk was hij werkzaam als advocaat. Op 4 september 1870 werd hij assistent van burgemeester van het eerste arrondissement van Parijs. Op 26 maart 1871 werd hij in de gemeenteraad van Parijs gekozen.
Méline was van 1872 tot 1903 lid van de Kamer van Afgevaardigden (Chambre des Députés) voor het departement Vosges (als "opportuniste"). Van 4 april 1888 tot 11 november 1889 was hij voorzitter van de Kamer van Afgevaardigden. Van 1903 tot 1925 was hij lid van de Senaat (Sénat) voor het departement Vosges (als lid van de Gauche Démocratique).
Als parlementslid trad hij op als voornaamste woordvoerder van die groep parlementariërs die voorstander waren van industrieel protectionisme.

## Minister enpremier
Jules Méline was meerdere malen minister. Na van 21 december 1876 tot 17 mei 1877 staatssecretaris van Justitie en Kerkelijke Zaken te zijn geweest in het kabinet-Simon, werd hij op 21 februari 1883 minister van Landbouw in het kabinet-Ferry II (tot 6 april 1885).
Van 28 april 1896 tot 15 juli 1898 was Méline premier (Président du Conseil). Als premier zette hij zich in voor protectionistische wetgeving om de Franse economie te beschermen. Hij verzette zich tegen de stroming in de Franse politiek en economie die vond dat Frankrijk verregaand geïndustrialiseerd moest worden. Volgens Méline moest landbouw een belangrijk deel blijven uitmaken van de Franse economie. Aan zijn beschermende houding hield hij de erenaam over van 'père de l'agriculture'.
Tijdens de regering van het kabinet-Méline groeide de Dreyfusaffaire uit tot een splijtzwam in de Franse samenleving. De premier bleef zich echter hullen in stilzwijgen en herhaalde steeds: "Ill n'y pas d'affaire Dreyfus" - "Er is geen Dreyfus-affaire." Zelf was hij door de Italiaanse regering geïnformeerd dat een van de bewijsmiddelen, een brief van de Italiaanse gezant, een vervalsing was. Pas na zijn aftreden werd het onderzoek heropend.
Bij de presidentsverkiezingen van 1899 was Méline de kandidaat van rechts. Hij werd verslagen door de centrumlinkse kandidaat Émile Loubet, die kapitein Dreyfus gratie verleende.
Méline was daarna van 29 oktober 1915 tot 12 december 1916 nogmaals minister van Landbouw. Hij overleed op 87-jarige leeftijd, op 21 december 1925 in Parijs.

## Werken
- Le Retour de la terre et Ia surproduction industrielle, tout en faveur de l'agriculture  (1905)
- Le Salut par la terre (1919)